# ELK Haus
El ELK Haus (código UCI: ELK) fue un equipo ciclista profesional austriaco en sus últimos años de categoría Profesional Continental que participaba en el UCI Europe Tour.
Fue creado en 2002 bajo el nombre de Elk Haus Radteam-Sportunion Schrems encuadrado en la tercera categoría, hasta que en el 2004 subió a segunda. Con la reestructuración de categorías de la UCI en 2005 se encuadró en la categoría Continental (antigua tercera división), hasta que a partir del 2006 hasta el año de su desaparición estuvo una categoría superior: Profesional Continental. Sin embargo en su último año no cumplió el nuevo requisito extra de adherirse al pasaporte biológico teniendo vetada su participación en las carreras del UCI World Calendar, nombre de las carreras de máximo nivel en ese año.

## Material ciclista
El equipo utilizó bicicletas Simplon, excepto en su último que fueron de la marca Fuji.

## Sede
El equipo tuvo su sede en Scherms, Distrito de Gmünd, (C/ Industriestrasse 1 A-3943). En la sede de Elk Fertighaus AG.

## Clasificaciones UCI
La Unión Ciclista Internacional elaboraba el Ranking UCI de clasificación de los ciclistas y equipos profesionales.
A partir de 1999 y hasta 2004 la UCI estableció una clasificación por equipos divididos en tres categorías (primera, segunda y tercera). La clasificación del equipo y su ciclista más destacado fue la siguiente:
| Año  | Categoría | Clasificación por equipos | Mejor corredor en la clasificación individual | Posición |
| 2002 | Tercera   | 11.º                      | Bernhard Kohl                                 | 610.º    |
| 2003 | Tercera   | 41.º                      | Harald Morscher                               | 1153.º   |
| 2004 | Segunda   | 20.º                      | Stefan Rucker                                 | 830.º    |

A partir de 2005 la UCI instauró los Circuitos Continentales UCI, donde el equipo está desde que se creó dicha categoría, registrado dentro del UCI Europe Tour. Estando solamente en las clasificaciones del UCI Europe Tour Ranking. Las clasificaciones del equipo y de su ciclista más destacado son las siguientes:
| Temporada               | Clasificación por equipos | Mejor corredor en la clasificación individual | Posición |
| 2005 (Europe Tour)      | 80.º                      | Jochen Summer                                 | 287.º    |
| 2005-2006 (Europe Tour) | 55.º                      | Christian Pfannberger                         | 109.º    |
| 2006-2007 (Europe Tour) | 20.º                      | Christian Pfannberger                         | 20.º     |
| 2007-2008 (Europe Tour) | 36.º                      | Thomas Rohregger                              | 46.º     |
| 2008-2009 (Europe Tour) | 27.º                      | Markus Eibegger                               | 75.º     |

## Palmarés

### Palmarés 2009
Circuito Continental
| Fechas           | Carreras                                 | Ganador          |
| 14 de marzo      | 2.ª etapa de la Istrian Spring Trophy    | Markus Eibegger  |
| 28 de mayo       | 2.ª etapa de la Vuelta a Baviera         | Markus Eibegger  |
| 13 de junio      | Tour de Thüringe                         | Stefan Denifl    |
| 21 de junio      | (CRI) Raiffeisen G. P.                   | Markus Eibegger  |
| 28 de junio      | Campeonato de Austria en Ruta            | Markus Eibegger  |
| 25 de julio      | 1.ª etapa del Gran Premio Bradlo         | Ján Valach       |
| 19 de septiembre | Campeonato de Austria Contrarreloj (CRI) | Matthias Brändle |

## Plantilla
Para años anteriores véase:Plantillas del ELK Haus

### Plantilla 2009
| Nombre               | Nacimiento | Nacionalidad | Equipo 2008              |
| Matthias Brändle     | 07/12/1989 | Austria      | Team Ista                |
| Stefan Denifl        | 20/09/1987 | Austria      | ELK Haus-Simplon         |
| Markus Eibegger      | 16/10/1984 | Austria      | ELK Haus-Simplon         |
| Clemens Fankhauser   | 20/09/1985 | Austria      | ELK Haus-Simplon         |
| Robert Lauscha       | 05/06/1983 | Austria      | ELK Haus-Simplon         |
| Wolfgang Murer       | 22/12/1979 | Austria      | ELK Haus-Simplon         |
| Steffen Radochla     | 19/10/1978 | Alemania     | ELK Haus-Simplon         |
| Stefan Rucker        | 20/01/1980 | Austria      | ELK Haus-Simplon         |
| Martin Schöffmann    | 31/03/1987 | Austria      | RC Arbö-Wels-Gourmetfein |
| Daniel Schorn        | 21/10/1988 | Austria      | ELK Haus-Simplon         |
| Harald Starzengruber | 11/04/1981 | Austria      | ELK Haus-Simplon         |
| Jochen Summer        | 28/05/1977 | Austria      | ELK Haus-Simplon         |
| Björn Thurau         | 23/07/1988 | Alemania     | ELK Haus-Simplon         |
| Harald Totschnig     | 06/09/1974 | Austria      | ELK Haus-Simplon         |
| Gerhard Trampusch    | 11/08/1978 | Austria      | ELK Haus-Simplon         |
| Ján Valach           | 19/08/1973 | Eslovaquia   | ELK Haus-Simplon         |